# Josif Kedhi
Josif Kedhi vagy Sif Kedhi (nevének ejtése jɔsif kɛði; Berat, 1879 – Vlora, 1944. november 28.) albán politikus, jogász, 1926–1927-ben hat hónapon át Albánia igazságügy-minisztere és a köztársasági kabinet vezetője volt.

## Életútja
Korfuban végezte el a gimnáziumot, majd az athéni Nemzeti Egyetemen szerzett jogi oklevelet. Hazatérését követően jogi pályára lépett, 1909-ben bírói kinevezést kapott Krujában, 1913–1914-ben pedig a berati és durrësi bíróságokon ítélkezett. 1914 áprilisában az elbasani, majd 1915 februárjában a vlorai fellebbviteli bíróságra került, ott dolgozott hét éven át. 1922–1923-ban a gjirokastrai bírósági hivatal elnöki tisztét látta el.
1923-ban bekapcsolódott az országos politikai életbe, 1925-ig a nemzetgyűlés képviselője volt. 1926. július 30-án a hivatalától 1925 novembere óta távolmaradt Milto Tutulanit váltva lett a második köztársasági kormány igazságügyminisztere, ezzel Albánia kormányfője. Kabinetje 1927. február 10-én oszlott fel. Ezzel csaknem egy időben Amet Zogu köztársasági elnök Kedhit nevezte ki az 1926. augusztus 5-én megalakult Törvényhozási Bizottság élére, amelynek célja az ország törvényhozási rendszerének megreformálása volt. 1937-ben jogi tanácsokkal segítette az autokefál albán ortodox egyház megalakulását.